# Mariner 9
La Mariner 9 fu una sonda spaziale sorella della Mariner 8, che aveva fallito al momento del lancio, fu la prima a orbitare intorno a Marte nel 1971. Raccolse informazioni inedite sul Pianeta Rosso, rivelando la presenza di grandi vulcani sulla superficie marziana, di enormi sistemi di canaloni e di indizi del fatto che un tempo c'era dell'acqua. Prese anche le prime immagini dettagliate delle due piccole lune di Marte, Phobos e Deimos.